# Fara (Burkina Faso)
Fara ist sowohl eine Gemeinde (französisch commune rurale) als auch ein dasselbe Gebiet umfassendes Departement im westafrikanischen Staat Burkina Faso, in der Region Boucle du Mouhoun und der Provinz Balé. Die Gemeinde hatte 2006 in 22 Dörfern und vier Sektoren des Hauptortes 37.294 Einwohner.